# Медаль «В память освящения Храма Христа Спасителя»
Медаль «В память освящения Храма Христа Спасителя» — памятная медаль, государственная награда Российской империи. Её учреждение связано с завершением строительства Храма Христа Спасителя в Москве.

## Основные сведения
Медаль «В память освящения Храма Христа Спасителя» — медаль Российской империи для награждения лиц, связанных со строительством Храма Христа Спасителя. Учреждена 27 мая (8 июня) 1883 года по указу императора Александра III.

## Порядок вручения
Медалями награждались следующие лица:
- Строители Храма Христа Спасителя: архитекторы, художники, скульпторы, некоторые мастеровые и рабочие, поставщики материалов;
- Члены Министерства Внутренних Дел и канцелярии московского генерал-губернатора, полицейские чины и священнослужители, имевшие прямое отношение к осуществлению строительства Храма Христа Спасителя.

## Описание медали
Медали были сделаны из серебра или золота. Диаметр медали 35 мм. На лицевой стороне медали изображены вензели четырёх императоров Российской империи — Александра I, Николая I, Александра II и Александра III, увенчанные одной большой императорской короной. Вензели символизировали, что решение строить Храм Христа Спасителя было принято при Александре I, храм был заложен при Николае I, при Александре II строился и при Александре III был освящён. Надписи на лицевой стороне медали: полукругом вдоль бортика — «ВЪ ПАМѦТЬ ОСВѦЩЕНИѦ ХРАМА СПАСИТЕЛѦ» и в 4 строчки внизу — «ВЪ ЦАРСТВОВАНІЕ ГОСУДАРѦ ИМПЕРАТОРА АЛЕКСАНДРА III 1883 г.». На оборотной стороне медали в центре изображён новоотстроенный храм. Надписи на оборотной стороне медали: полукругом вдоль бортика — «ХРАМЪ ВО ИМѦ ХРИСТА СПАСИТЕЛѦ ВЪ МОСКВѢ» и в 3 строчки внизу — «ЗАЛОЖЕНЪ 1839 ГОДА ОКОНЧЕНЪ 1881 Г». Медали изготовлены на Санкт-Петербургском монетном дворе в период с 1883 по 1886 год, отчеканено 1000 серебряных медалей и 300 золотых, по другим данным — 1000 серебряных, 230 золотых и 20 золотых с бриллиантовой крошкой. По архивным документам золотых медалей было отчеканено более 430. Так участковый пристав Московской городской полиции ротмистр Д.А. Коновалов получил золотую медаль30 июля 1884 года "при при свидетельстве за № 431" (Ссылка: РГВИА.  Ф. 400. Оп. 17. Д. 7290. Л.13об.).  Действительно, известно, что в июле 1883 года золотую медаль с бриллиантовой крошкой получил генерал-губернатор Москвы В. А. Долгоруков, который был председателем комиссии по строительству храма.

## Порядок ношения
Медаль имела ушко для крепления к колодке или ленте. Носить медаль следовало на груди. Лента медали — Александровская, для золотых медалей с бриллиантовой крошкой — Андреевская. Золотая медаль с бриллиантовой крошкой была предназначена для ношения в петлице на ленте.